# Oshakati
Oshakati je grad u Namibiji središte regije Oshana.

## Klima
Grad ima polusuhu klimu (BSH, prema Köppenovoj klasifikaciji klime), s vrućim ljetima i relativno blagim zimama (s toplim danima i hladnim noćima). Prosječna godišnja količina oborina je 472 mm, s najviše kiše uglavnom tijekom ljeta.

## Povijest
Oshakati je peti po veličini namibijski grad (2010. godine), a nalazi se u blizini autoceste B1 glavne u državi, koja se proteže od Južnoafričke Republike preko Windhoeka do Angole. Snažan razvoj grad je zabilježio stjecanjem namibijske neovisnosti 1990. godine. U veljači 1988. u bombaškom napadu u banci ubijeno je 27, a ranjeno gotovo 30 ljudi, od kojih je većina medicinske sestare i učitelji, za ovaj bombaški napad nitko nije službeno optužen.

## Stanovništvo
Prema popisu stanovništva iz 2010. godine grad ima 35.600 stanovnika, dok je prosječna gustoća naseljenosti 588 stan./km².  Broj stanovnika za deset godina povećao se za oko 7.000.

## Vanjske poveznice
- Službena stranica grada